# Saint-Chartier
Saint-Chartier és un municipi francès, situat al departament de l'Indre i a la regió de Centre – Vall del Loira. L'any 2007 tenia 600 habitants.

## Demografia

### Població
El 2007 la població de fet de Saint-Chartier era de 600 persones. Hi havia 244 famílies, de les quals 64 eren unipersonals (20 homes vivint sols i 44 dones vivint soles), 76 parelles sense fills, 88 parelles amb fills i 16 famílies monoparentals amb fills.
La població ha evolucionat segons el següent gràfic:
Habitants censats

### Habitatges
El 2007 hi havia 313 habitatges, 246 eren l'habitatge principal de la família, 44 eren segones residències i 23 estaven desocupats. 303 eren cases i 10 eren apartaments. Dels 246 habitatges principals, 193 estaven ocupats pels seus propietaris, 46 estaven llogats i ocupats pels llogaters i 7 estaven cedits a títol gratuït; 2 tenien una cambra, 19 en tenien dues, 74 en tenien tres, 81 en tenien quatre i 69 en tenien cinc o més. 179 habitatges disposaven pel capbaix d'una plaça de pàrquing. A 95 habitatges hi havia un automòbil i a 131 n'hi havia dos o més.

### Piràmide de població
La piràmide de població per edats i sexe el 2009 era:
| Homes | Edats   | Dones |
| ----- | ------- | ----- |
| 0     | 95 o +  | 0     |
| 4     | 90 a 94 | 4     |
| 4     | 85 a 89 | 4     |
| 4     | 80 a 84 | 4     |
| 12    | 75 a 79 | 12    |
| 12    | 70 a 74 | 16    |
| 24    | 65 a 69 | 24    |
| 8     | 60 a 64 | 8     |
| 4     | 55 a 59 | 8     |
| 40    | 50 a 54 | 12    |
| 8     | 45 a 49 | 20    |
| 32    | 40 a 44 | 16    |
| 20    | 35 a 39 | 24    |
| 20    | 30 a 34 | 24    |
| 8     | 25 a 29 | 4     |
| 12    | 20 a 24 | 16    |
| 8     | 15 a 19 | 12    |
| 16    | 10 a 14 | 4     |
| 12    | 5 a 9   | 16    |
| 16    | 0 a 4   | 8     |

## Economia
El 2007 la població en edat de treballar era de 378 persones, 282 eren actives i 96 eren inactives. De les 282 persones actives 262 estaven ocupades (147 homes i 115 dones) i 20 estaven aturades (7 homes i 13 dones). De les 96 persones inactives 27 estaven jubilades, 41 estaven estudiant i 28 estaven classificades com a «altres inactius».

### Ingressos
El 2009 a Saint-Chartier hi havia 238 unitats fiscals que integraven 578,5 persones, la mediana anual d'ingressos fiscals per persona era de 14.350 €.

### Activitats econòmiques
Dels 24 establiments que hi havia el 2007, 1 era d'una empresa alimentària, 7 d'empreses de construcció, 2 d'empreses de comerç i reparació d'automòbils, 3 d'empreses de transport, 3 d'empreses d'hostatgeria i restauració, 1 d'una empresa financera, 1 d'una empresa immobiliària, 2 d'empreses de serveis, 1 d'una entitat de l'administració pública i 3 d'empreses classificades com a «altres activitats de serveis».
Dels 10 establiments de servei als particulars que hi havia el 2009, 1 era una gendarmeria, 1 oficina de correu, 2 fusteries, 2 lampisteries, 1 electricista, 1 empresa de construcció, 1 perruqueria i 1 restaurant.
Dels 2 establiments comercials que hi havia el 2009, 1 era un supermercat i 1 una botiga de menys de 120 m².
L'any 2000 a Saint-Chartier hi havia 45 explotacions agrícoles que ocupaven un total de 2.600 hectàrees.

## Equipaments sanitaris i escolars
El 2009 hi havia una escola elemental integrada dins d'un grup escolar amb les comunes properes formant una escola dispersa.

## Poblacions més properes
El següent diagrama mostra les poblacions més properes.